# Оршанський Цезар Абрамович
Оршанський Цезар Абрамович (14 березня 1927, Гостомель, Київська область, УРСР — 7 листопада 2016, Ізраїль) — український режисер мультиплікації, художник, сценарист. Нагороджений медалями.

## Біографія
Народився в родині службовця.

Працював художником на заводі «Ленінська кузня».
З 1959 р. — художник та з 1960 — асистент режисера у Творчому об'єднанні художньої мультиплікації «Київнаукфільму». З 1966 р. — режисер-мультиплікатор.
Закінчив Ленінградський інститут живопису, скульптури та архітектури імені І. Ю. Рєпіна (1968).
Працював переважно в змішаній технології — лялькової та мальованої з перекладанням.
Був членом Спілки кінематографістів України.
1991 — емігрував з України в Ізраїль.

## Фільмографія
Художник-мультиплікатор:
- «Івасик-Телесик» (1968)
- «Як їжачок шубку міняв» (1970)
- «Каченя Тім» (1970)
- «Знамените каченя Тім» (1970)
- «Follow That Bunny!» (1992, аніматор у співавт.).

Режисер-мультиплікатор:
- «Чому у півня короткі штанці» (1966, у співавт.)
- «Каченя Тім» (1970)
- «Прибульці» (1971)
- «Зустріч, що не відбулась» (1971)
- «А ви, друзі, як не сідайте…» (1972)
- «Веселе курча» (1973)
- «Диво-мороз» (1974)
- «Парасолька і автомобіль» (1975)
- «Парасолька стає дружинником»
- «Музичні казки» (1976)
- «Перша зима» (1978)
- «Як несли стіл» (1979, авт. сцен.)
- «Золота липа» (1980)
- «Три Івани» (1982)
- «Жар-птиця» (1983)
- «Старий і півень» (1984)
- «Батькова наука» (1986, авт. сцен.)
- «Самовар Іван Іванич» (1987)
- «Король черепах» (1988) та ін.

Художник (у співавт.):
- «Де ти, Блакитна Попелюшко?..»/(рос.)«Где ты, Голубая Золушка?..» (1971, к/м фільм/мультфільм; реж. В. Хмельницький)

## Кінопремії
- 1981 — МКФ короткометражних фільмів у Ліллі (Франція): диплом мультфільму «Жили собі матрьошки» (1981) ((рос.) «Жили-были матрёшки»).